# Pečora
Pečora (rusko Печо́ра; komijsko Печӧра; nenško Санэроˮ яха) je reka v evropskem delu Rusije, ki izvira na severozahodu Uralskega gorovja in se po 1809 km toka izliva v Pečorsko morje, zaliv Barentsovega morja znotraj Arktičnega kroga na skrajnem severovzhodu Evrope. Njeno porečje obsega dele ruske avtonomne republike Komi in Nenškega avtonomnega okrožja v Arhangelski oblasti ter meri približno 320.000 km². S 4.100 m³ povprečnega mesečnega pretoka je največja reka severa evropskega dela Rusije in za Volgo ter Donavo tretja največja evropska reka.

## Geografija
Porečje je na vzhodu omejeno z Uralskim gorovjem, na zahodu pa s Timanskim hribovjem in ima obliko navzdol obrnjenega trikotnika. Sama Pečora izvira na pobočjih gore Kojp v severnem Uralu in teče v zgornjem toku kot gorska reka najprej proti jugu in zahodu, pri kraju Jakša pa se nato tok obrne proti severu. Srednji tok se prične pri kraju Vuktil, od tam teče reka proti severu oz. severozahodu do sotočja z Uso, enim večjih pritokov. Ta del je podvržen rednim spomladanskim poplavam zaradi taljenja ledu, pri sotočju z Uso tako vodostaj niha za 11–12 m.
Spodnji tok je nižinski, zato Pečora večkrat spremeni smer, pa tudi sicer je struga zelo dinamična, kar otežuje plovbo. Do tega dela ozemlje porašča tajga z iglavci, na skrajnem severu pa prevladuje tundra, to ozemlje zaznamujejo množica manjših, nestalnih jezer in nepregledna močvirja. 188 km pred izlivom v Barentsovo morje se Pečora razdeli na dva kraka, Veliko Pečoro na vzhodu in Malo Pečoro na zahodu, ki tvorita 45 km široko delto.
Zaradi lege na skrajnem severu je reka več kot pol leta zamrznjena, plovba je mogoča le med majem in prvo polovico oktobra. Marca in aprila je ledena skorja debela tudi do meter in pol. Pozno spomladi se prične led taliti in lomiti, zaradi česar se vodostaj močno poveča in pogoste so poplave, tudi zaradi tega, ker kosi ledu zapolnijo strugo.
Pečora je bogata z ribami, predvsem lososi; pritok Ščugor je znan kot drstišče lososov, zato je v celoti zaščiten kot naravni rezervat. Poleg tega je delta pomembna kot gnezdišče mnogih vodnih ptic selivk, med njimi petine svetovne populacije Bewickovih labodov, in habitat 20 vrst sesalcev, kot so arktična lisica, polarni medved in kolobarjasti tjulenj. Najpomembnejši deli delte so zaščiteni, manjši del pa spada tudi pod strogi naravni rezervat Nenski zapovednik, ustanovljen leta 1999.

## Raba
Porečje je redko naseljeno, pred prihodom Rusov v 17. stoletju so ga obvladovala ljudstva Komi, Hanti in Mansi. Zaradi odročne lege je bil zgornji tok raziskan šele v poznem 19. stoletju. Ekonomija je temeljila na ribištvu, gozdarstvu in lovu za pridobivanje krzna, slednje je zaradi prekomernega izkoriščanja zamrlo. Geološke raziskave so kasneje odkrile velike zaloge nafte, zemeljskega plina in premoga, ki so jih začeli množično izkoriščati v 1930. letih. Takrat je bila zgrajena železniška povezava proti jugu, a je povezava skromna, zato Pečora ohranja pomembno vlogo kot plovna pot, po kateri prevažajo predvsem velike količine lesa. V toplejšem delu leta je reka plovna do zgornjega toka.
Pečora je za nekaj rekami Nove Gvineje ena največjih še nezajezenih rek na svetu.